# USS Arizona (BB-39)

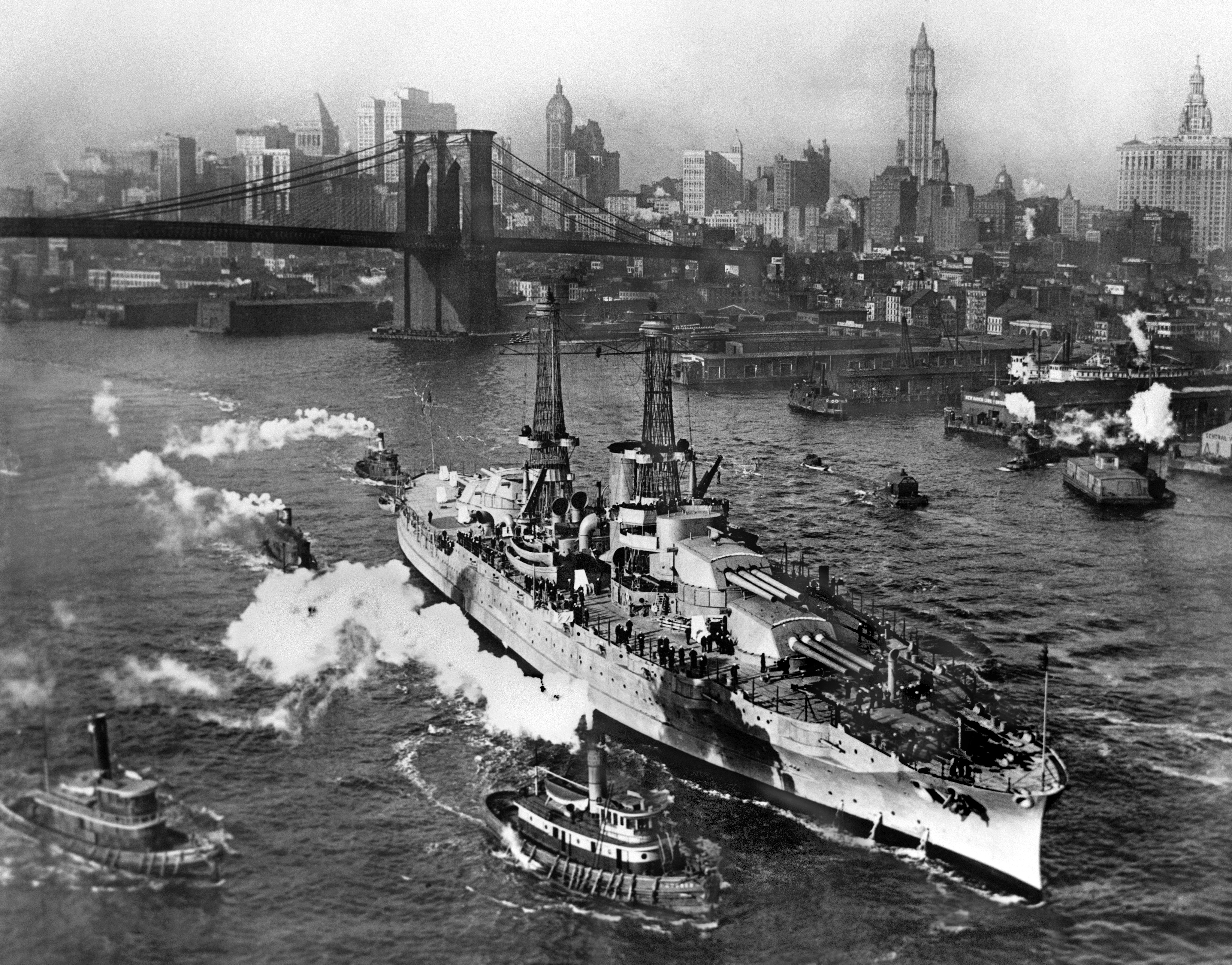
Zdjęcie USS „Arizona” zrobione z mostu Manhattan Bridge, East River w Nowym Jorku

USS Arizona (BB-39) – amerykański pancernik typu Pennsylvania. Budowę tego okrętu rozpoczęto 16 marca 1914, wodowanie odbyło się w stoczni Brooklyn Navy Yard 19 czerwca 1915 a do służby wszedł 17 października 1916. W sumie zbudowano 2 okręty tego typu, bliźniaczą jednostką był pancernik USS „Pennsylvania”. W latach 1929–1931 przeszedł gruntowną przebudowę.
Został zatopiony 7 grudnia 1941, o godzinie 8:10, podczas japońskiego ataku w Pearl Harbor. Jedna z ciężkich bomb o masie 800 kg zrzuconych podczas ataku z lotu poziomego, po przebiciu pierwszych dwóch lekkich pokładów, eksplodowała w zetknięciu z głównym pokładem pancernym, częściowo go tylko przebijając. Jednak podmuch eksplozji detonował znajdujący się na pokładzie niżej (pokład przeciwodłamkowy) magazyn czarnego prochu, służącego do wystrzeliwania samolotów z katapult okrętowych (którego to magazynu w czasie wojny nie przewidywano w tym miejscu). Fala wybuchu przeniknęła w głąb okrętu poprzez szyby wentylacyjne i otwarte włazy pionowe, docierając do głównego magazynu ładunków miotających pod barbetą wieży numer 2, detonując go. W wyniku eksplozji pancernik uległ całkowitej zagładzie, bardzo szybko osiadając na dnie (w niecałe 9 minut). Wybuch spowodował natychmiastową śmierć 3/4 załogi - 1177 osób na pokładzie. 
Wrak pancernika nie został wydobyty. Pozostałości nadbudowy wystające nad powierzchnię wody zostały usunięte, z wyjątkiem barbety trzeciej wieży artylerii głównej. W 1962 otwarto postawione na wraku w poprzek pięćdziesięciometrowe mauzoleum Pomnik USS Arizona.

## Galeria

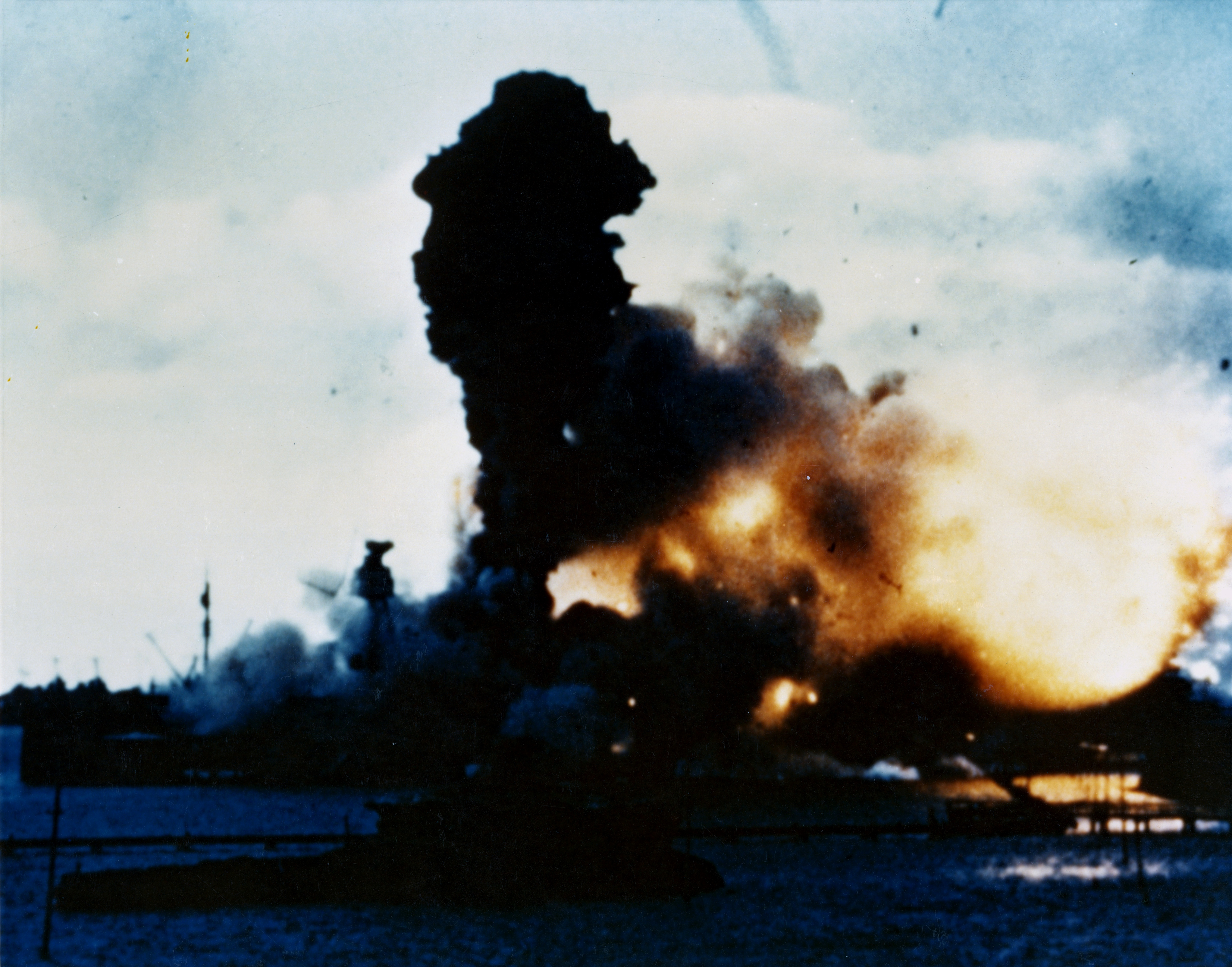
Eksplozja dziobowych magazynów amunicji „Arizony” podczas nalotu japońskich samolotów
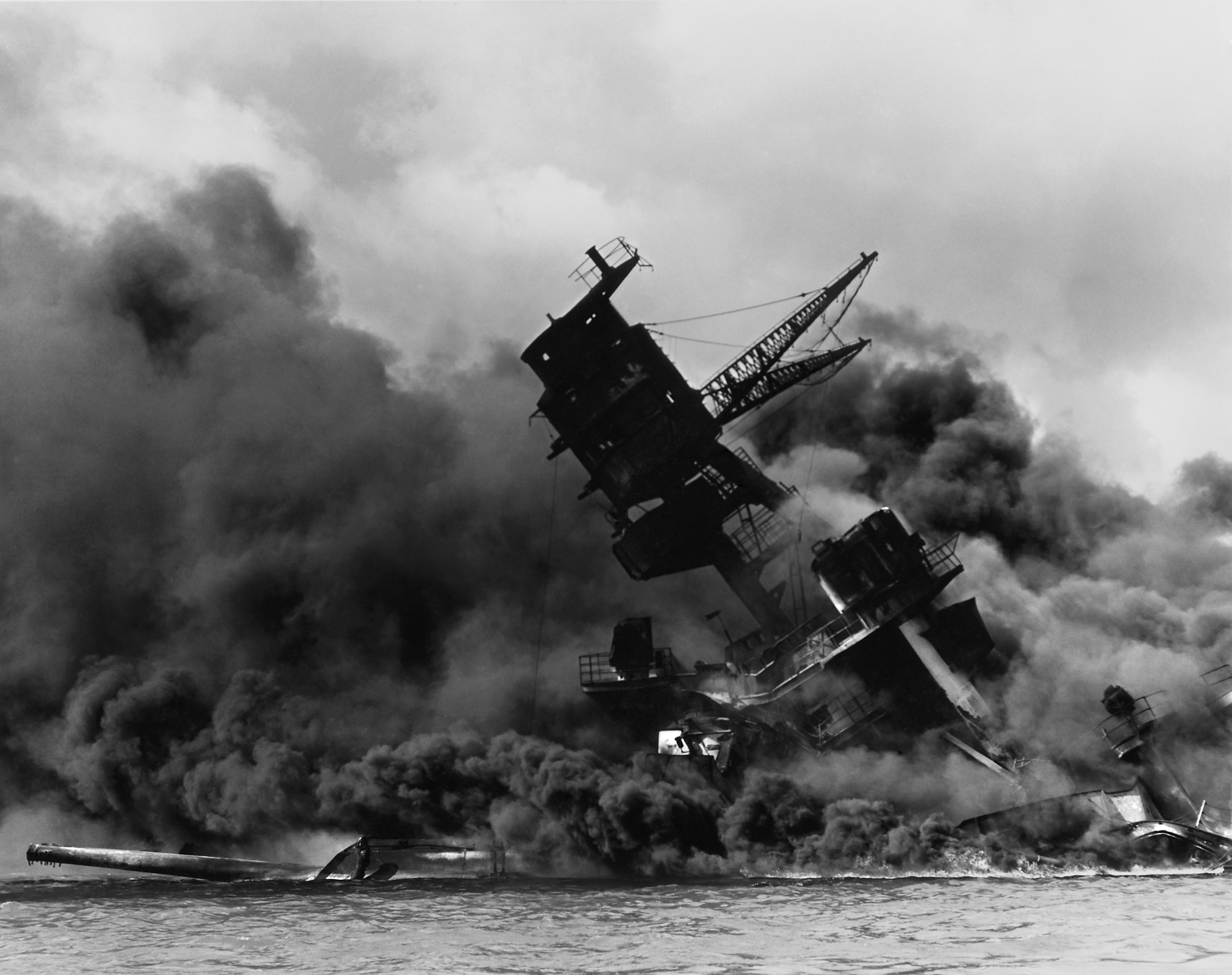
USS „Arizona” płonie po japońskim ataku na Pearl Harbor
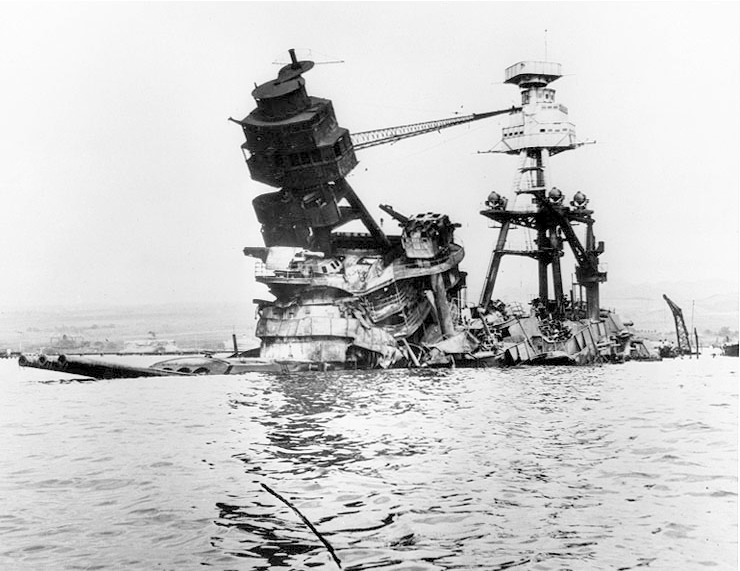
Wrak pancernika USS „Arizona” po ataku na Pearl Harbor
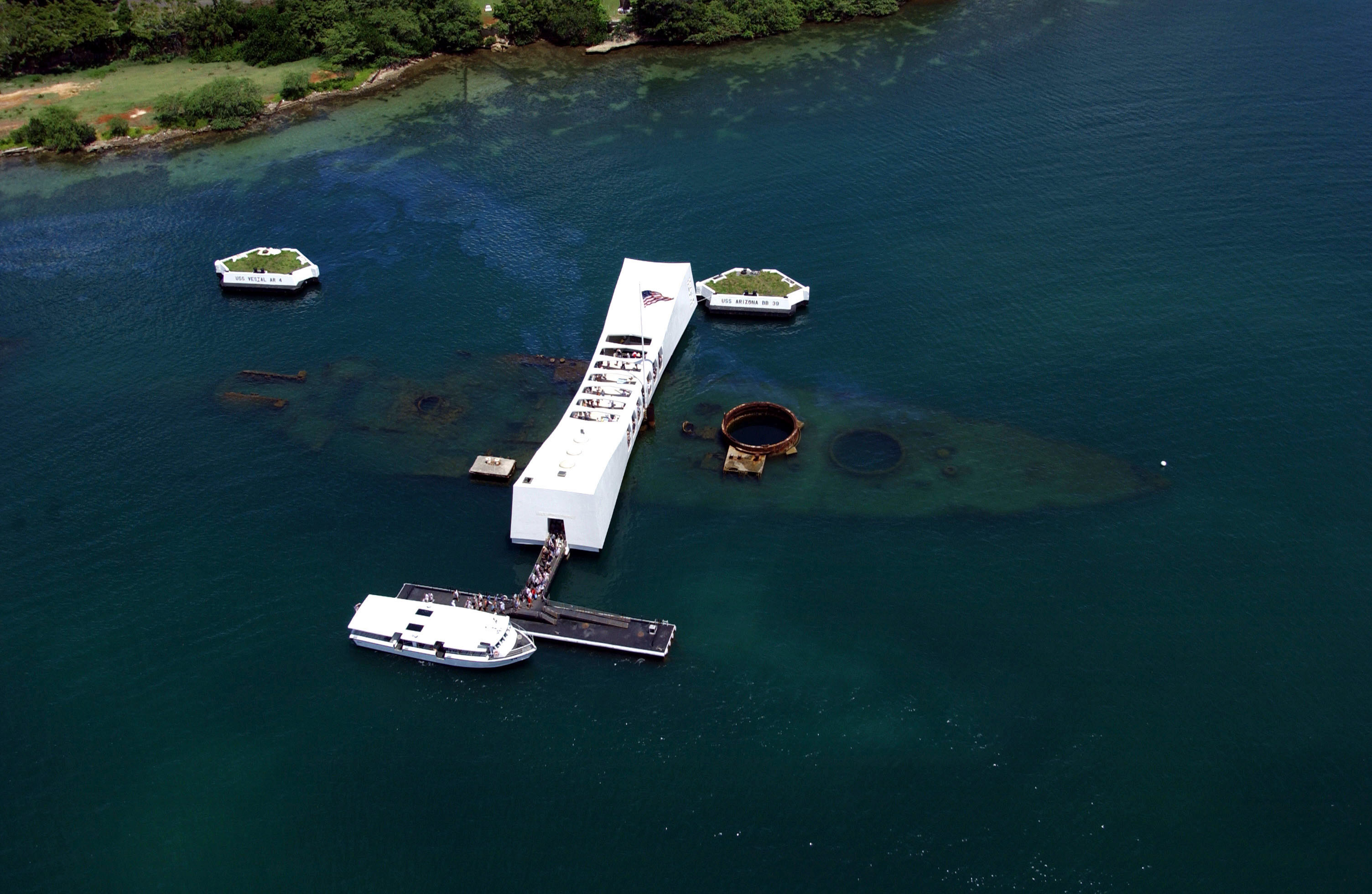
Pomnik USS Arizona